# Wierzbanowa
Wierzbanowa (d. Herzmanówka, Irzmanowa, Jerzmanowa) – wieś w Polsce, położona w województwie małopolskim, w powiecie myślenickim, w gminie Wiśniowa.
| części wsi | Bogaczówka, Capówka, Ciastoniówka, Cibówka, Dominikówka, Gary, Gazdówka, Jamrozówka, Janiówka, Konieczniówka, Kudłaczówka, Kusówka, Matejkówka, Pisarzówka, Podjaworzyce, Rokoszówka, Siwiałkówka, Szynalówka, Tokarzowa, Tomerówka, Walasówka, Wielka Droga |

W latach 1975–1998 miejscowość administracyjnie należała do województwa krakowskiego.
Znajduje się ok. 4 km na południowy wschód od Wiśniowej, 17 km od Myślenic oraz 36 km od stolicy regionu, Krakowa. Położona jest w górnej, źródłowej części Krzyworzeki, pomiędzy należącymi do Beskidu Wyspowego wzniesieniami i przełęczami Ciecień (829 m), Wierzbanowska Przełęcz (596 m) i Wierzbanowska Góra (778 m). Przez miejscowość przebiega droga wojewódzka nr 964, oraz odgałęziająca się od niej droga z Wierzbanowej (na Przełęczy Wierzbanowskiej) do Skrzydlnej.